# Prove di Cristo
Prove di Cristo è un affresco (345,5x555 cm) di Sandro Botticelli e aiuti, realizzato tra il 1480 e il 1482 e facente parte della decorazione del registro mediano della Cappella Sistina in Vaticano.

## Storia
Il 27 ottobre 1480 Botticelli, con altri importanti pittori fiorentini, partì alla volta di Roma dove era stato chiamato su consiglio di Lorenzo il Magnifico quale "ambasciatore" della superiorità culturale cittadina, in un progetto di riconciliazione con papa Sisto IV. I fiorentini iniziarono a lavorare alla cappella almeno dalla primavera del 1481, affiancandosi al già presente Perugino.
Il tema della decorazione era il parallelismo tra le Storie di Mosè e quelle di Cristo, che evidenziasse la continuità tra Vecchio e Nuovo Testamento e la trasmissione della legge divina dalle tavole della Legge al messaggio evangelico di Gesù, il quale poi scelse san Pietro come suo successore, legittimando il potere, la supremazia e l'infallibilità dei suoi successori, cioè i pontefici stessi.
Botticelli, con i numerosi aiuti che richiedeva la vastità di un'opera del genere, dipinse tre scene e il 17 febbraio 1482 vide rinnovato il proprio contratto per la decorazione di altri riquadri necessari al completamento della cappella. Il 20 dello stesso mese però morì suo padre, costringendolo a tornare a Firenze, da dove in seguito non ripartì.

## Descrizione

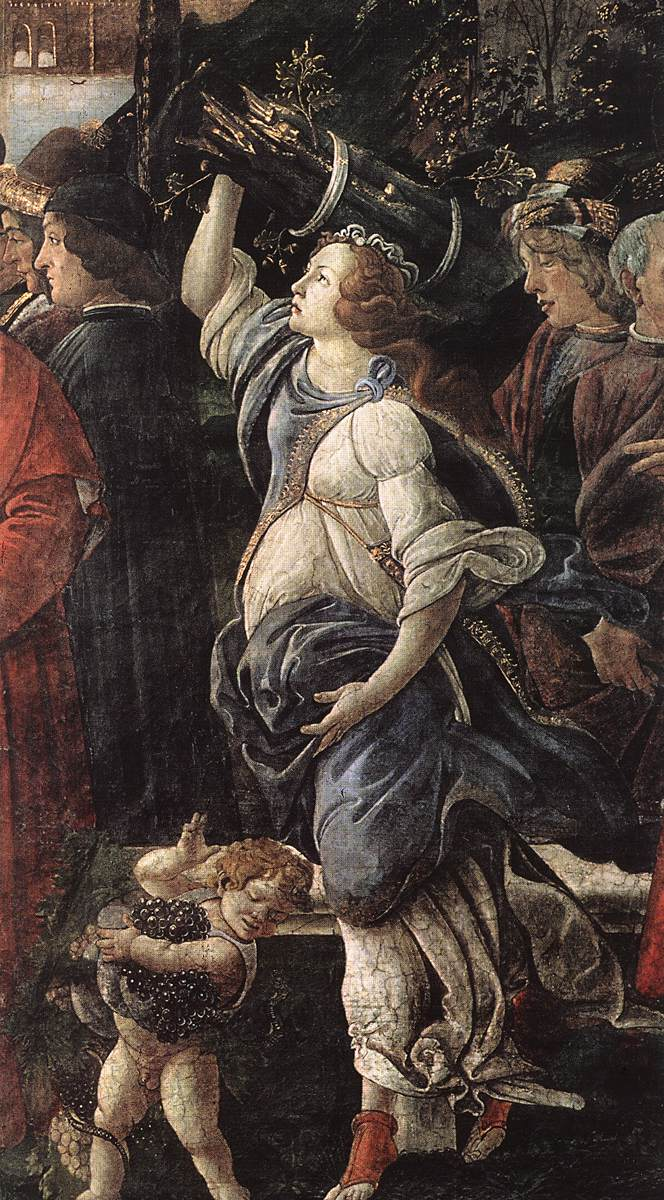
Dettaglio

La scena delle Prove di Cristo raffigura le tre Tentazioni di Gesù e ha evidenti parallelismi con la scena sulla parete opposta in posizione simmetrica, sempre di Botticelli, le Prove di Mosè. L'iscrizione sul fregio chiarisce il significato del dipinto: "TEMPTATIO IESU CHRISTI LATORIS EVANGELICAE LEGIS".
In alto a sinistra Cristo incontra il demonio, sotto le sembianze di un eremita, che lo invita a tramutare in pane le pietre; al centro Cristo e il demonio sono sulla sommità del frontone di un tempio, ispirato all'Ospedale di Santo Spirito in Saxia, e il demonio sfida Gesù a gettarsi nel vuoto e ad essere salvato dai suoi angeli; infine, a destra, Cristo fa precipitare il demonio nudo da una rupe dopo il suo rifiuto di dominare il mondo.
In primo piano si svolge un rito sacrificale, interpretato come quello offerto dal lebbroso dopo essere stato risanato da Cristo e in cui il sommo sacerdote simboleggia Mosè, che passa la Legge, e il giovane si identifica con Cristo, che sarà lui stesso sacrificato per redimere l'umanità intera.

## Stile
I pittori della Sistina si attennero a comuni convenzioni rappresentative in modo da far risultare il lavoro omogeneo come l'uso di una stessa scala dimensionale, struttura ritmica e rappresentazione paesaggistica; inoltre utilizzarono accanto ad un'unica gamma cromatica le rifiniture in oro in modo da far risplendere le pitture con i bagliori delle torce e delle candele.
Rispetto ai capolavori creati per i Medici, negli affreschi della Sistina Botticelli risulta più debole e dispersivo, con difficoltà nel coordinare le forme e la narrazione. La relegazione in secondo piano degli episodi principali non giova alla leggibilità della scena, che forma un insieme frammentario, forse a causa dello spaesamento del pittore nell'operare su dimensioni e tematiche non congeniali e in un ambiente a lui estraneo.
Il tratto migliore resta però la vigoria dei ritratti e la ricchezza di invenzioni iconografiche. Notevole è inoltre l'organizzazione formale che amplifica il carattere simbolico degli avvenimenti.